# 잭 존슨 (골프 선수)
재커리 해리스 존슨(Zachary Harris Johnson, 1976년 2월 24일 ~ )은 미국의 골프 선수이다. 2015년 디 오픈 챔피언십에서 우승하였다.